# Pedro Nunes
Pedro Nunes (Alcácer do Sal, Portugal, 1502-Coímbra, 11 de agosto de 1578), conocido también por su nombre latino como Petrus Nonius Salaciensis y como Pedro Núñez en Salamanca, donde dio clases, fue un matemático, astrónomo y geógrafo portugués, uno de los más importantes del siglo XVI. 

## Biografía

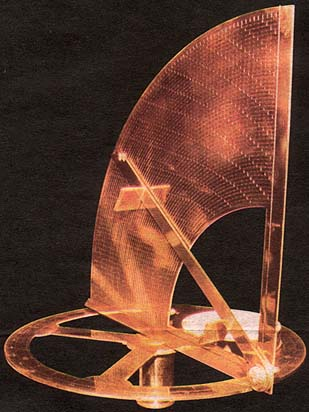
Nonio original de Pedro Nunes.

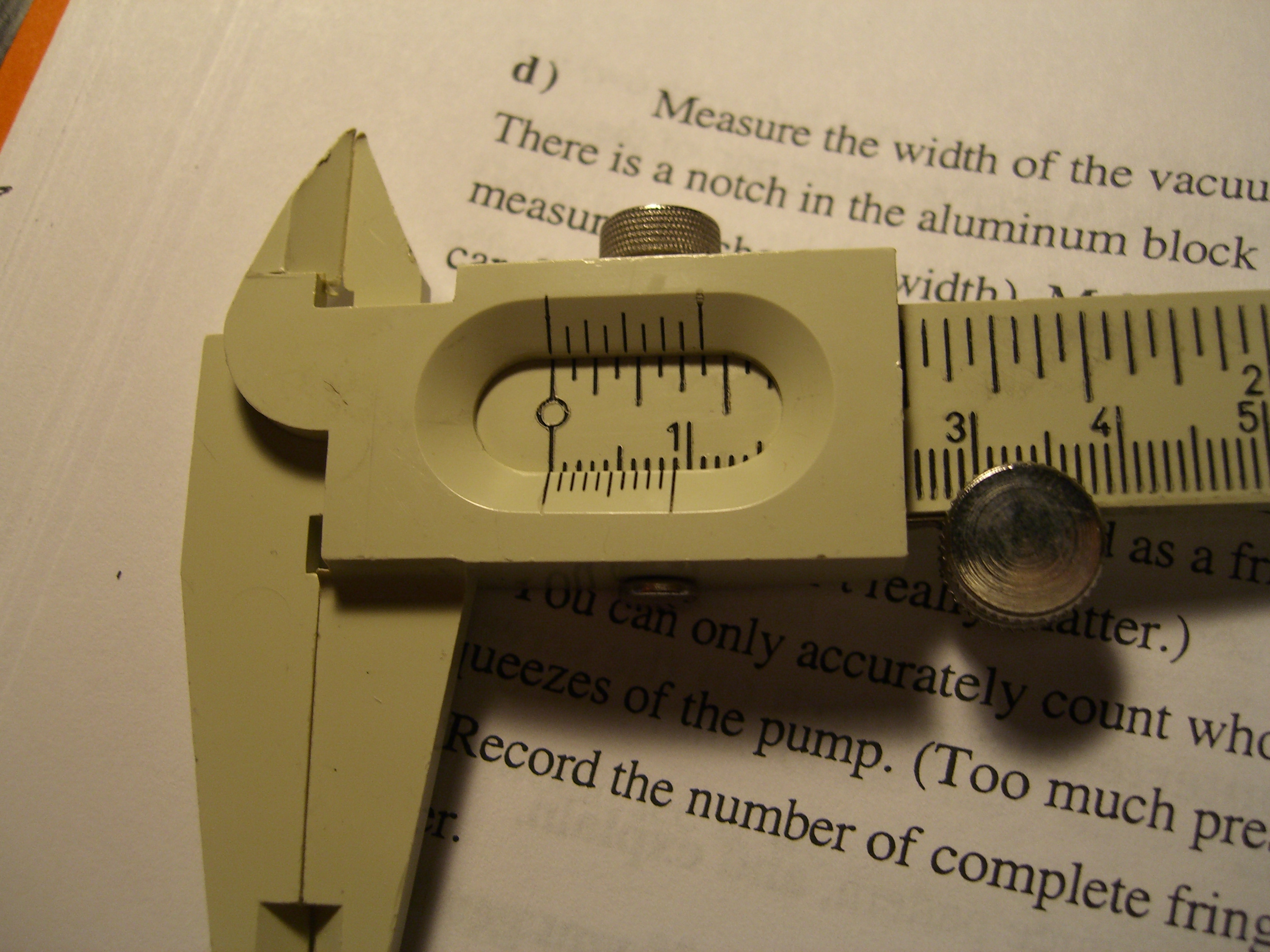
Versión moderna del nonio montada sobre un calibre.

De origen judaico puede decirse que consiguió eludir las persecuciones de la Santa Inquisición gracias al renombre y prestigio que llegó a alcanzar como científico. Estudió Lenguas, Filosofía, Medicina y Matemáticas en Lisboa y después en la Universidad de Salamanca.
Se licenció en Salamanca en 1523, año en el que también se casó con la española Guiomar Areas.
Regresó a Lisboa en 1527 y comenzó a dar clases a Luis, el hermano del rey Juan III, y al explorador Martim Afonso de Sousa, siendo nombrado cosmográfo real en 1529. Y desde 1530 explicó durante tres años Filosofía y Matemáticas en Lisboa. Finalmente, de 1544 a 1562 ocupó la cátedra creada exclusivamente para él en la Universidad de Coímbra.
Hizo importantes contribuciones en matemáticas, astronomía y navegación. Descubrió en 1534 la solución del crepúsculo más corto; inventó un tipo de calibre, el nonio, un dispositivo de medida de longitudes que permitía, con la ayuda de un astrolabio, medir fracciones de grado de ángulos muy pequeños no indicadas en la escala de los instrumentos astronómicos y topográficos. Su nombre se recuerda en ese instrumento, si bien es cierto que por su difícil construcción fue sustituido por otro más simple, el vernier, creado por el físico francés homónimo y que de todas maneras se inspira en su principio. De hecho, el Diccionario de la Real Academia define este dispositivo como: Nonius (o nonio): Pieza auxiliar que se superpone a una escala graduada y permite aumentar la precisión de su medida en una cifra decimal.
En su importante Tratado de la navegación (1546) publicó un importante descubrimiento con grandes implicaciones geométricas: la curva loxodrómica. Se creía antes que, marchando sobre la superficie terrestre en un rumbo fijo, es decir, formando ángulo constante con la meridiana, la línea recorrida era un círculo máximo o, en otros términos, que un navío que siguiese este derrotero llegaría teóricamente a dar la vuelta al mundo, volviendo al punto de partida. Nunes fue el primero en señalar la falsedad de este concepto tan arraigado, demostrando rigurosamente que, lejos de suceder así, la curva recorrida se va acercando al polo, alrededor, del cual da infinitas vueltas sin llegar nunca a él; o, dicho en lenguaje técnico, tiene el polo por punto asintótico. Los marinos alemanes la designaron mucho tiempo con el nombre rumbo que Nonnius le había dado hasta que en el siglo XVII recibió el nombre actual de curva loxodrómica. Nunes fue nombrado cosmógrafo real en 1539. 
Fue contemporáneo y amigo del matemático Christopher Clavius y mantuvo con él una copiosa correspondencia epistolar.  Murió en 1577.
Escribió obras dentro de las ciencias tales como astronomía, álgebra y geografía: De crepusculis liber unus (Lisboa, 1542), De arte atque ratione navigandi (Coímbra, 1546) Tratado da sphera com a theorica do sol e da lau e o primeiro livro da geographia de Claudio Ptolomeo Alexandrino (Lisboa, 1537); De erratis Orontii Finei (Coímbra, 1546); Annotatio in extrema verba capitis de climatibis (Colonia, 1566); Livro de algebra em arithmetica e geometría (Amberes, 1567)—escrito durante su estancia en Salamanca—; Annotações á Mechanica de Aristoteles e ás theoricas dos planetas de Purbachio com a arte de Navegar (Coímbra, 1578). Sus obras completas fueron publicadas con el título Petri Nonii Opera (Basilea, 1592).
Pedro Nunes aludió además a otras obras escritas por él, pero que se consideran perdidas hoy: Tratado sobre os Triângulos Esféricos, Anotação à Mecânica de Aristóteles, De Ortu et Occasu Signorum, De Astrolabio Opus Demonstratiuum, De Planisphærio Geometrico, De Proportione in Quintum Euclidis y De Globo Delineando ad Nauigandi Artem.

## Bibliografía del autor

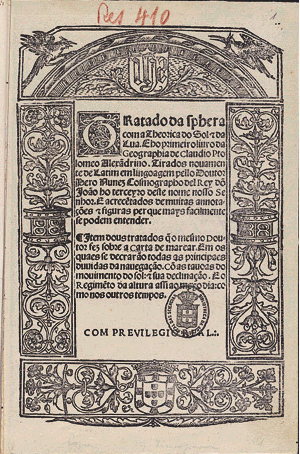
Tratado da Sphera, 1537